# Liste de musées en Andorre
Pour les autres articles nationaux ou selon les autres juridictions, voir Liste des musées par pays.
Cet article présente une liste de musées en Andorre par paroisse.

## Andorre-la-Vieille
- Casa de la Vall
- Musée du parfum[1]

## Canillo
- Musée de la moto (en catalan : Museu de la Moto)

## Encamp
- Musée d'art sacré (Museu d'Art Sacre)
- Musée national de l'automobile d'Andorre
- Musée de l'électricité (Museu de l'Electricitat)
- Musée ethnographique Maison Cristo (en catalan : Museu Etnogràfic Casa Cristo)
- Musée de la radio d'Encamp (Museu de la Ràdio)

## Escaldes-Engordany
- Centre d'art d'Escaldes-Engordany (ca)
- Centre d'interprétation de l'eau et du Madriu (ca) (CIAM)
- Musée de maquettes
- Musée du parfum (en catalan : Museu del Perfum)
- Musée Viladomat

## La Massana
- Centre d'interprétation Andorra Romànica (Centre d'Interpretació Andorra Romànica)
- Forge Rossell
- Musée de la bande dessinée (Museu del Còmic)
- Musée maison Rull (Museu Casa Rull)

## Ordino
- Centre d'interpretation de la nature
- Centre de nature de la Cortinada (Centre de Natura de la Cortinada)
- Musée Casa d'Areny-Plandolit
- Espace socioculturel Cal Pal
- Moulin et scierie de cal Pal (Mola i Serradora de Cal Pal)
- Musée de microminiatures de Nicolaï Siadristy
- Musée de la miniature (Museu de la Miniatura)
- Musée postal d'Andorre (ca)

## Sant Julià de Lòria
- Musée du tabac (ca)